# جام خیریه انگلستان ۱۹۱۲

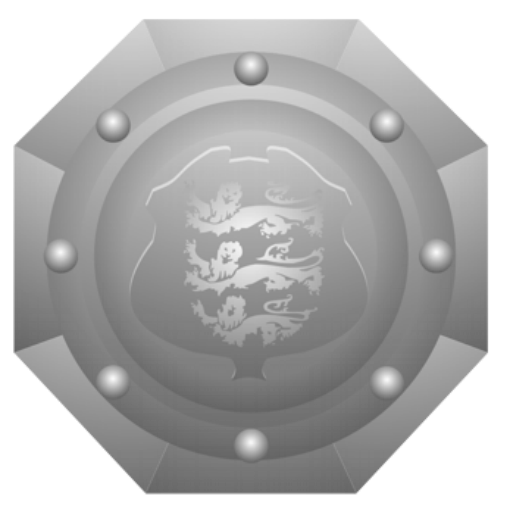
نماد جام خیریه انگلستان ۱۹۱۲

 جام خیریه انگلستان ۱۹۱۲ ، پنجمین رقابت سالانه مابین قهرمانان لیگ دسته اول فوتبال انگلستان و جام حذفی فوتبال انگلستان است.
این مسابقه در تاریخ ۴ مه ۱۹۱۲ مابین تیم‌های بلکبرن و کویینز پارک رنجرز در ورزشگاه وایت هارت لن لندن برگزار شده‌است.
تیم بلکبرن در این مسابقه با نتیجه دو بر یک به پیروزی رسید.

## جزئیات مسابقه
| بلکبرن         | ۲ – ۱ | کویینز پارک رنجرز |
| -------------- | ----- | ----------------- |
| والتر آیتکنهید |       | E Revill          |